# LATAM Chile
LATAM Airlines Chile dříve LAN Airlines je letecká společnost se sídlem v Santiagu de Chile založená v roce 1929. LAN Airlines jsou největší aerolinie v Chile a Peru. Jsou součástí Oneworld aliance. Dřívější název, z kterého částečně vznikl i ten současný je odvozen ze španělského Línea Aérea Nacional což znamená národní letecká společnost.
V roce 2011 společnost LAN Airlines podepsala smlouvu o spojení s TAM Airlines (dnes LATAM Brasil), čímž vznikla společnost LATAM, postupně se tak všechna letadla LAN i TAM přebarví na barvy LATAM.

### Reference

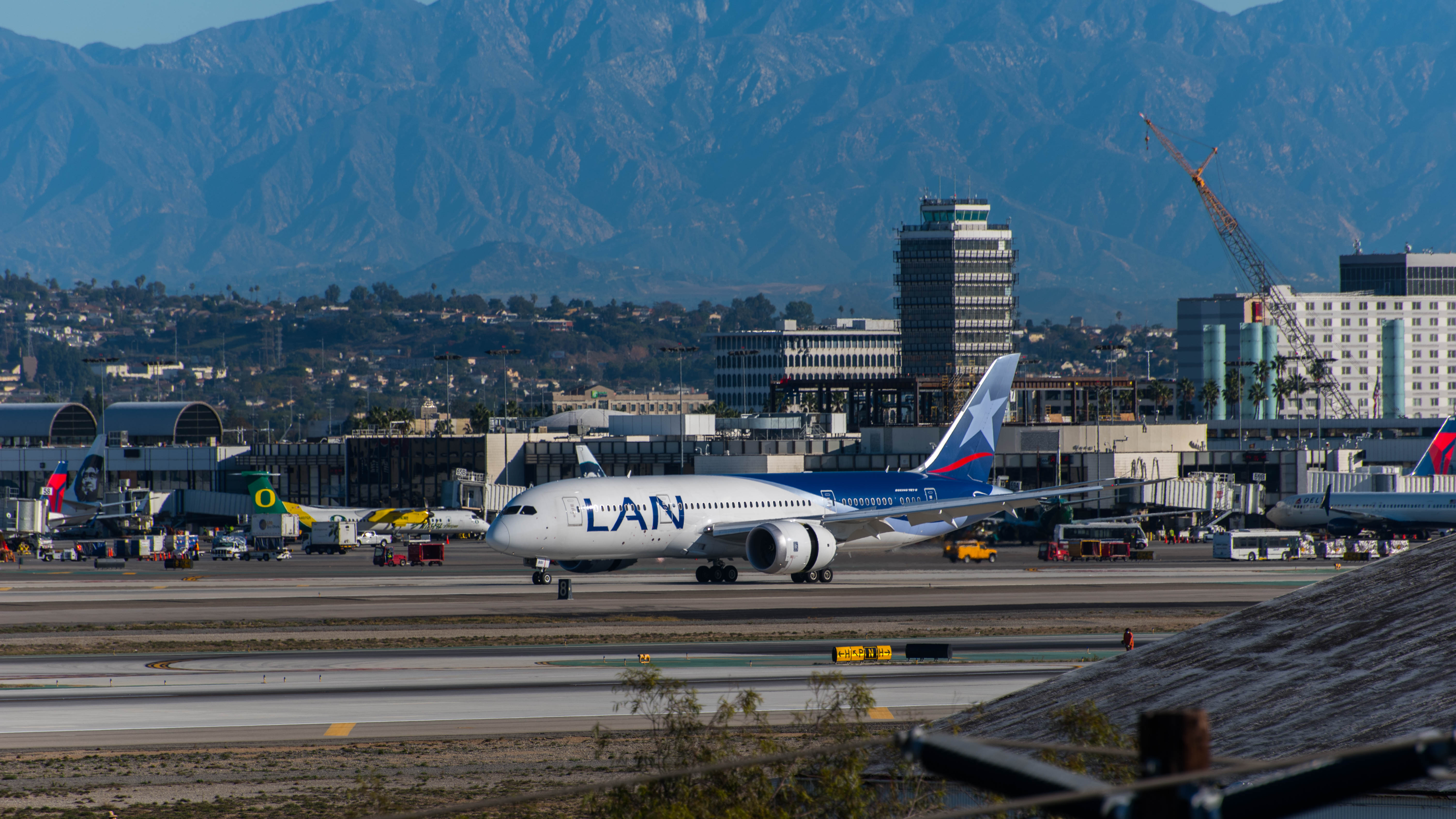
Boeing 787 společnosti LAN Airlines na letišti Los Angeles International Airport v roce 2015